# سيداف مكنسي
سيداف مكنسي (الاسم العلمي:Pteropyrum scoparium) هي نوع من النباتات يتبع جنس السيداف من فصيلة البطباطية.